# Joan Leslie
Joan Leslie (26 de enero de 1925 – 12 de octubre de 2015) fue una actriz cinematográfica y televisiva, bailarina y artista de vodevil estadounidense. Activa en la época del cine clásico de Hollywood, actuó en filmes como High Sierra, Sergeant York, y Yanqui Dandy.

## Biografía

### Inicios
Nacida en Detroit, Míchigan, su verdadero nombre era Joan Agnes Theresa Sadie Brodel, y era la hija menor de John y Agnes Brodel. John era empleado bancario y Agnes una pianista.
Las dos hermanas mayores de Leslie, Betty y Mary Brodel, compartían el interés musical de su madre, y a temprana edad comenzaron a tocar instrumentos como el saxofón y el banjo. Empezaron a actuar frente al público en números en los que también cantaban y bailaban. Leslie se sumó al dúo a los dos años y medio, siendo pronto capaz de tocar el acordeón.
La Gran Depresión produjo dificultades financieras a la familia a mediados de los años 1930, quedándose su padre sin trabajo. Como resultado de ello, las tres hermanas entraron en el mundo del espectáculo como artistas de vodevil para ayudar al sostén económico de la familia. Actuaron viajando por Canadá y los Estados Unidos, siendo conocidas como The Three Brodels. En un intento de eludir las leyes laborales de la época, Mary y Joan simulaban ser mayores de lo que realmente eran. Cuando Leslie tenía nueve años de edad, ella dijo a los inspectores de trabajo que tenía 16 años. De las tres hermanas, destacaba en escena Joan gracias a sus imitaciones de figuras como Katharine Hepburn, Maurice Chevalier, y Jimmy Durante. En esa época, Leslie recibió formación en escuelas católicas de Detroit, Toronto, y Montreal.

### Primeros años en Hollywood
En 1936, Leslie llamó la atención de un cazatalentos de Metro-Goldwyn-Mayer (MGM), cuando las hermanas actuaban en Nueva York. Fue contratada por el estudio por un tiempo de seis meses, ganando 200 dólares semanales. Mientras trabajaba en el estudio, estudiaba en la Little Red Schoolhouse de MGM con otros niños actores como Mickey Rooney y Freddie Bartholomew.
Su primer papel en el cine llegó con el film Camille (1936), un drama romántico protagonizado por Greta Garbo y Robert Taylor. Ella encarnaba a la hermana menor de Taylor, Marie Jeanette, pero sus escenas habladas fueron borradas en el montaje, y no apareció en los títulos de crédito. MGM tuvo problemas para encontrar papeles adecuados para ella, por lo que la compañía finalizó su contrato con la actriz, al igual que hizo con Deanna Durbin. Leslie volvió a Nueva York, trabajando para la radio y como modelo. En esa época, su hermana Mary fue contratada por Universal Studios. Leslie volvió a Hollywood con el resto de su familia, trabajando para diferentes estudios como actriz independiente, aunque con mayor frecuencia para RKO Pictures.
Leslie fue seleccionada para hacer un pequeño papel en Men with Wings (1938). Mientras rodaba el film, el director William A. Wellman descubrió que la madre de Leslie había mentido sobre la edad de su hija, y que ella solamente tenía trece años de edad. Por ello, durante el resto del rodaje, Wellman reemplazó a Joan Leslie con su hermana Mary.
Leslie consiguió su primer papel con créditos, el de Betsy Phillips, en Winter Carnival (1939). Fue elegida para el papel en parte porque el director necesitaba una actriz con acento sureño. En los créditos apareció como Joan Brodel. A finales de ese año actuó con Jimmy Lydon en Two Thoroughbreds, película en la que era la hija de un propietario de caballos.
A los 15 años de edad, Leslie fue seleccionada por un grupo de directores de Hollywood como una de las 13 "estrellas juveniles de 1940."

### Éxito en Warner Bros.

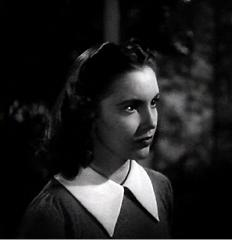
Joan Leslie en The Wagons Roll at Night (1941)

Su gran oportunidad llegó cuando fue contratada por Warner Bros. en 1941. En ese momento, el nombre de la actriz Joan Blondell se consideraba demasiado similar, por lo que el nombre artístico Brodel fue cambiado por Joan Leslie.
Dos semanas después, recibió la propuesta de hacer una prueba para una película. Consiguió el papel gracias a que era capaz de llorar en el momento justo. La película era High Sierra (1941), protagonizada por Humphrey Bogart y Ida Lupino. Leslie interpretada a Velma.
A finales del año, Warner Bros. produjo una película biográfica sobre Alvin C. York, un soldado Americano condecorado por su participación en la Primera Guerra Mundial, Sergeant York (1941), que protagonizaba Gary Cooper. Se sugirió que Jane Russell encarnara a Gracie Williams, novia de York, pero York quería una actriz que no fumara o no bebiera. Leslie consiguió finalmente el papel. Sergeant York fue un éxito de taquilla y crítica, siendo la producción con mayor recaudación. Consiguió 11 nominaciones a los Premios Oscar y Cooper ganó el Óscar al mejor actor.
Leslie tuvo un papel de reparto en The Male Animal (1942). Fue la hermana menor de Olivia de Havilland, Patricia Stanley, un papel que Gene Tierney había interpretado en la producción original representada en Broadway.
Leslie hizo una prueba para la película de Paramount Pictures Holiday Inn (1942), pero Warner Bros. la escogió para trabajar en Yanqui Dandy (1942), con James Cagney. El film es un musical sobre la vida del empresario de Broadway George M. Cohan. Leslie interpretaba a su novia y posterior esposa, Mary. La cinta recibió ocho nominaciones a los Oscar, incluyendo el de mejor actor por el trabajo de James Cagney.
La actriz actuó en cuatro películas estrenadas en 1943. La primera fue The Hard Way, que protagonizaban Ida Lupino y Dennis Morgan. Recibió críticas positivas del New York Times por su actuación. La segunda película fue con cesión a RKO Pictures, The Sky's the Limit (1943), que interpretaba Fred Astaire. El personaje de Leslie presentaba una canción de Harold Arlen-Johnny Mercer, "My Shining Hour. En la tercera, This Is the Army (1943), actuó con Ronald Reagan.
La cuarta fue Thank Your Lucky Stars.
Leslie fue considerada posible intérprete del papel de Tessa en The Constant Nymph (1943), donde hubiera trabajado con Errol Flynn. Sin embargo, Jack Warner consideró que ella no era la elección adecuada, por lo que se contrató a Joan Fontaine. Finalmente, también Flynn fue rechazado, ya que el director quería un actor británico, y Flynn era de origen australiano.
Durante la Segunda Guerra Mundial, trabajó con regularidad como voluntaria en la Hollywood Canteen, donde bailaba con militares y firmaba cientos de autógrafos. Intervino con Robert Hutton, entre otros muchos, en el film de Warner Bros. Hollywood Canteen (1944). Como la mayor parte de las estrellas de la cinta, ella se interpretaba a sí misma. Su hermana Betty también participaba en la película.

### Últimos años
Hacia 1946 Leslie estaba cada vez más disgustada con los papeles que le ofrecía el estudio. Buscó personajes más serios y maduros a fin de romper su imagen ingenua, la cual era debida en parte a su joven edad, aunque su decisión también se basaba en principios morales y religiosos. Con la ayuda de Oscar Cummings, su abogado, pleiteó con Warner Brothers para dar por finalizado su contrato.
En 1947 el Catholic Theatre Guild premió a Leslie por su "consistente negativa a utilizar su talento y su arte en producciones cinematográficas de carácter negativo."
Como resultado de ello, Jack Warner utilizó su influencia para ponerla en la lista negra de los otros grandes estudios de Hollywood. En 1947 fue contratada para rodar dos películas con el estudio de bajo presupuesto Eagle-Lion Films. La primera fue Repeat Performance (1947), un film negro en el que interpretaba a una actriz de Broadway. El otro fue Northwest Stampede (1948), actuando junto a James Craig.
Tras su trabajo con Eagle-Lion Films, fue elegida para el rodaje de The Skipper Surprised His Wife (1950), en la que trabajó con Robert Walker. El film fue distribuido por MGM, el estudio en el cual había iniciado su carrera en 1936.
A principios de los años 1950, Leslie decidió centrarse en la crianza de sus hijas, con lo cual su carrera fue más irregular. En 1952 firmó un corto contrato con Republic Pictures, un estudio de bajo presupuesto especializado en el rodaje de westerns. Uno de sus filmes con la productora fue Flight Nurse (1953). El personaje de Leslie, Polly Davis, se basaba en la carrera de la enfermera Lillian Kinkella Keil en la Fuerza Aérea.
Su última película fue The Revolt of Mamie Stover (1956). Sin embargo, ella continuó haciendo actuaciones esporádicas en diversas producciones televisivas, que compatibilizaba con la formación de sus hijas. Ella se retiró de la interpretación en 1991, tras rodar el telefilm Fire in the Dark.

### Vida personal
En marzo de 1950 se casó con William Caldwell, un obstetra. Sus gemelas, Patrice y Ellen, nacieron el 7 de enero de 1951. Ambas fueron profesoras.
Leslie se dedicó al negocio del diseño de ropa, con una marca propia. Su marido falleció en el año 2000, y un año más tarde ella fundó la Cátedra Dr. William G. and Joan L. Caldwell en Oncología Ginecológica en la Universidad de Louisville. Leslie fue alumna adoptada de la Universidad durante más de 32 años.
Además, se dedicó a actividades benéficas a favor de la St. Anne's Maternity Home durante más de 50 años.
Joan Leslie falleció el 12 de octubre de 2015 en Los Ángeles, California. Tenía 90 años de edad. Fue enterrada en el Cementerio de Holy Cross, en Culver City.

## Premios
- El 8 de octubre de 1960, Joan Leslie recibió una estrella en el Paseo de la Fama de Hollywood, en el 1560 de Vine Street.[47]
- El 12 de agosto de 2006 fue premiada con el Premio Golden Boot por su contribución al western, tanto en televisión como en el cine.[48]

## Filmografía
| Año  | Título                         | Papel                           | Estudio                   | Notas            |
| ---- | ------------------------------ | ------------------------------- | ------------------------- | ---------------- |
| 1936 | Camille                        | Marie Jeanette                  | MGM                       | Sin créditos     |
| 1938 | Men with Wings                 | Patricia Falconer a los 11 años | Paramount                 | Sin créditos     |
| 1939 | Nancy Drew... Reporter         | Mayme                           | Warner Bros.              | Sin créditos     |
| 1939 | Tú y yo                        | Buscadora de autógrafos         | RKO                       | Sin créditos     |
| 1939 | Winter Carnival                | Betsy Phillips                  | Walter Wanger Productions | Como Joan Brodel |
| 1939 | Two Thoroughbreds              | Wendy Conway                    | RKO                       | Como Joan Brodel |
| 1940 | Laddie                         | Shelley Stanton                 | RKO                       | Como Joan Brodel |
| 1940 | High School                    | Patsy                           | 20th Century Fox          | Sin créditos     |
| 1940 | Young as You Feel              | Chica                           | 20th Century Fox          | Como Joan Brodel |
| 1940 | Star Dust                      | Chica de colegio                | 20th Century Fox          | Sin créditos     |
| 1940 | Susana y Dios                  | Invitada a fiesta               | MGM                       | Sin créditos     |
| 1940 | Military Academy               | Marjorie Blake                  | Columbia                  | Como Joan Brodel |
| 1940 | Foreign Correspondent          | Johnny Jones' Sister            | Walter Wanger Productions | Sin créditos     |
| 1940 | Alice in Movieland             | Alice Purdee                    | Warner Bros.              | Corto            |
| 1941 | High Sierra                    | Velma                           | Warner Bros.              |                  |
| 1941 | The Great Mr. Nobody           | Mary Clover                     | Warner Bros.              |                  |
| 1941 | The Wagons Roll at Night       | Mary Coster                     | Warner Bros.              |                  |
| 1941 | Thieves Fall Out               | Mary Matthews                   | Warner Bros.              |                  |
| 1941 | Sergeant York                  | Gracie Williams                 | Warner Bros.              |                  |
| 1941 | Nine Lives Are Not Enough      | Recepcionista de periódico      | Warner Bros.              | Sin créditos     |
| 1942 | The Male Animal                | Patricia Stanley                | Warner Bros.              |                  |
| 1942 | Yanqui Dandy                   | Mary Cohan                      | Warner Bros.              |                  |
| 1943 | The Hard Way                   | Katie Blaine                    | Warner Bros.              |                  |
| 1943 | The Sky's the Limit            | Joan Manion                     | RKO                       |                  |
| 1943 | This Is the Army               | Eileen Dibble                   | Warner Bros.              |                  |
| 1943 | Thank Your Lucky Stars         | Pat Dixon                       | Warner Bros.              |                  |
| 1944 | Hollywood Canteen              | Como ella misma                 | Warner Bros.              |                  |
| 1944 | I Am an American               | Como ella misma                 | Warner Bros.              |                  |
| 1945 | Where Do We Go from Here?      | Sally Smith/Prudence/Katrina    | 20th Century Fox          |                  |
| 1945 | Rhapsody in Blue               | Julie Adams                     | Warner Bros.              |                  |
| 1945 | Too Young to Know              | Sally Sawyer                    | Warner Bros.              |                  |
| 1946 | Cinderella Jones               | Judy Jones                      | Warner Bros.              |                  |
| 1946 | Janie Gets Married             | Janie Conway                    | Warner Bros.              |                  |
| 1946 | Two Guys from Milwaukee        | Connie Reed                     | Warner Bros.              |                  |
| 1947 | Repeat Performance             | Sheila Page                     | Eagle-Lion Films          |                  |
| 1948 | Northwest Stampede             | Christine "Honey" Johnson       | Eagle-Lion                |                  |
| 1950 | The Skipper Surprised His Wife | Daphne Lattimer                 | MGM                       |                  |
| 1950 | Born to Be Bad                 | Donna Foster                    | RKO                       |                  |
| 1951 | Man in the Saddle              | Laurie Bidwell Isham            | Columbia                  |                  |
| 1952 | Hellgate                       | Ellen Hanley                    | Commander Films           |                  |
| 1952 | Toughest Man in Arizona        | Mary Kimber                     | Republic Pictures         |                  |
| 1953 | Woman They Almost Lynched      | Sally Maris                     | Republic                  |                  |
| 1953 | Flight Nurse                   | Tte. Polly Davis                | Republic                  |                  |
| 1954 | Jubilee Trail                  | Garnet Hale                     | Republic                  |                  |
| 1954 | Hell's Outpost                 | Sarah Moffit                    | Republic                  |                  |
| 1956 | The Revolt of Mamie Stover     | Annalee Johnson                 | 20th Century Fox          |                  |

## Televisión
| Año     | Título                     | Papel                          | Notas                                                                        |
| ------- | -------------------------- | ------------------------------ | ---------------------------------------------------------------------------- |
| 1951    | Family Theater             | Claudia Procles                | Episodio " Hill Number One: A Story of Faith and Inspiration"                |
| 1951    | The Bigelow Theatre        |                                | Episodio "Flowers for John"                                                  |
| 1951–52 | Fireside Theater           | Ilse                           | Episodios "Black Savannah" y "The Imposter"                                  |
| 1952    | Schlitz Playhouse of Stars | Episodio "The Von Linden File" |                                                                              |
| 1953    | Summer Theater             | Ada Jordan                     | Episodio "Dream Job"                                                         |
| 1953–54 | Ford Theatre               | Marie Pasquin/Susan Farrington | Episodios "The Old Man's Bride, Wonderful Day for a Wedding y Girl in Flight |
| 1954    | Lux Video Theatre          | Vanessa Cook                   | Episodio "Pick of the Litter"                                                |
| 1955    | Studio 57                  | Jane Merlin                    | Episodio "Vacation with Pay"                                                 |
| 1956    | The 20th Century Fox Hour  | Peg                            | Episodio "Smoke Jumpers"                                                     |
| 1956    | Chevron Hall of Stars      |                                | Episodio "Conflict"                                                          |
| 1958    | The Christophers           |                                | Episodio "Find the Good Within You"                                          |
| 1959    | General Electric Theater   | Sarah Owens                    | Episodio "The Day of the Hanging"                                            |
| 1965    | Branded                    | Emily Cooper                   | Episodio "Leap Upon Mountains"                                               |
| 1975    | Police Story               | Mary Devereux                  | Episodio "Headhunter"                                                        |
| 1976    | The Keegans                | Mary Keegan                    | Telefilm                                                                     |
| 1978    | Los ángeles de Charlie     | Catherine Calhoun              | Episodio "The Jade Trap"                                                     |
| 1979    | The Incredible Hulk        | Lily Beaumont                  | Episodio "My Favourite Magician"                                             |
| 1983    | Simon & Simon              | Toni Meyers                    | Episodio "Shadow of Sam Penny"                                               |
| 1983    | Shadow of Sam Penny        |                                |                                                                              |
| 1986    | Charley Hannah             | Sandy Hannah                   | Telefilm                                                                     |
| 1988    | Murder, She Wrote          | Lillian Appletree              | Episodio "Mr. Pennroy's Vacation"                                            |
| 1989    | Turn Back the Clock        | Invitada a fiesta              | Telefilm                                                                     |
| 1991    | Fire in the Dark           | Ruthie                         | Telefilm                                                                     |

## Radio
| Año  | Programa                 | Episodio            |
| ---- | ------------------------ | ------------------- |
| 1942 | The Screen Guild Theater | Yankee Doodle Dandy |